# Aslockton Cranmers Mound
Aslockton Cranmers Mound är ett slott i Storbritannien.   Det ligger i grevskapet Nottinghamshire och riksdelen England, i den sydöstra delen av landet, 170 km norr om huvudstaden London. Aslockton Cranmers Mound ligger 23 meter över havet.
Terrängen runt Aslockton Cranmers Mound är platt. Runt Aslockton Cranmers Mound är det ganska tätbefolkat, med 239 invånare per kvadratkilometer. Närmaste större samhälle är Nottingham, 17,1 km väster om Aslockton Cranmers Mound. Trakten runt Aslockton Cranmers Mound består till största delen av jordbruksmark.